# Eugenio Corini
Eugenio Corini (Bagnolo Mella, 1970. július 30. –) olasz labdarúgó-középpályás, edző.

## Pályafutása

### A válogatottban
1988 és 1992 között az olasz U21-es válogatott állandó tagja lett. Megnyerték az 1992-es U21-es Európa-bajnokságot.
Hét alkalommal lépett pályára az olimpiai csapatban. Az olasz utánpótlás-válogatott tagjaként részt vett az 1992. évi nyári olimpiai játékokon.

### Edzőként
A Chievót két szezonban a Serie A-ban irányította; a 2018–19-es idényben a Brescia élén megnyerte a Serie B bajnokságot.